# Bernard Childs
 (août 2024).
Si vous disposez d'ouvrages ou d'articles de référence ou si vous connaissez des sites web de qualité traitant du thème abordé ici, merci de compléter l'article en donnant les références utiles à sa vérifiabilité et en les liant à la section « Notes et références ».
Bernard Childs, né le 1er septembre 1910 à Brooklyn (New York) et mort le 27 mars 1985 à New York (États-Unis), est un peintre et graveur américain.
Il est l'un des représentants importants de l'expressionnisme abstrait.

## Biographie
Bernard Childs trouve sa vocation au lycée, à Harrisburg, en Pennsylvanie, où ses parents, immigrés russes, avaient déménagé la famille de Brooklyn, son lieu de naissance. Durant ses derniers jours, sa mère lui a dit qu'il était la septième génération d'artistes dans la famille, ses ancêtres ayant été peintres d'icônes dans les églises de Yaroslav.
En 1928, une bourse l'emmène à l'université de Pennsylvanie. Il part deux ans plus tard pour New York où il travaille le jour et étudie le soir avec Kimon Nicolaїdes (en) à l'Art Students League of New York. Il a également la chance de rencontrer le grand orfèvre danois Peer Smed (en), qui lui transmet son amour du métal.
Les problèmes économiques et sociaux des années 1930 ont éloigné Childs de son travail d'artiste, jusqu'à ce qu'il se remette à dessiner dans le Pacifique Sud, alors qu'il servait comme quartier-maître à bord du destroyer d'escorte USS Wesson (en), pendant la Seconde Guerre mondiale. Childs survit à une attaque kamikaze et, à la fin de la guerre, à deux années d'hospitalisation intermittente après son retour à New York. Il se rétablit complètement en 1947, année où il étudie avec Amédée Ozenfant, qui devient un bon ami. En 1951, grâce au G.I. Bill, il embarque pour l'Italie où il commence sa vie d'artiste à plein temps. C'est là qu'il rencontre et se lie d'amitié avec Alberto Burri et Enrico Baj.
Après une année à Pérouse, Rome et Florence, où il tient sa première exposition personnelle, à la vénérable Galleria dell'Obellisco, Childs s'installe à Paris. Il réalise sa première peinture mature à l'âge de 42 ans et devient rapidement un membre de l'avant-garde européenne. Il participe à de nombreuses expositions des salons parisiens, de diverses galeries telles qu'Ariel et Iris Clert, de la Galerie Parnass à Wuppertal et du groupe libre Phases aux côtés d'Alechinsky, Baj, Cousins, Ernst, Fahlström, Fontana, Lam, Jaffe, Pederson, Soulages, Yasse Tabuchi, et Tajiri. Il a été défendu par les critiques d'art français Pierre Restany et Édouard Jaguer, ainsi que par l'historien d'art et conservateur suédois Ragnar von Holten.
En 1959, il participe à la documenta 2 et présente sa première exposition individuelle de peintures et d'estampes au Stedelijk Museum Amsterdam. Au début de 1955, après un mois passé en décembre 1954 à l'Atelier 17, il signe ses premières éditions d'estampes et commence à innover dans la taille directe de plaques de métal à l'aide d'outils électriques, pour laquelle il est bien connu. Childs est également l'un des premiers artistes occidentaux de l'après-guerre à être invité à exposer au Japon, où il présente deux expositions, l'une de peintures et l'autre d'estampes, en 1960 et 1961 respectivement, à la Tokyo Gallery, et reçoit le prix Museum of Western Art lors de la Biennale internationale de l'estampe de Tokyo en 1961.
De 1966 à 1977, Childs fait la navette entre son atelier parisien et son atelier new-yorkais à l'hôtel Chelsea. En 1969, une rétrospective de ses peintures, gravures et sculptures gravées lumineuses en acrylique des années 1960 a été organisée au Storm King Art Center à Mountainville, dans l'État de New York. Cette exposition est l'occasion de présenter pour la première fois au public ses sculptures lumineuses — des laminés de feuilles d'acrylique gravées et éclairées par le bas —, une expérience avec la lumière et la couleur qu'il a commencée la même année et poursuivie pendant une partie des années 1970.
Bien qu'une attaque cérébrale en 1978 interrompe sa carrière, Childs ne cesse jamais de dessiner et se remet rapidement à peindre, restant à New York jusqu'à sa mort, à l'âge de 74 ans, en mars 1985.

## Œuvre
Bien qu'il ait beaucoup participé à des expositions collectives, Childs était essentiellement un solitaire. Un conservateur renommé l'a un jour qualifié d'« artiste voyou », un artiste qui ne peut être défini par une catégorie, un groupe ou une décennie. Souvent une fusion d'abstraction et de figuration, parfois parallèle au portrait, son œuvre est ancrée dans la seconde moitié du 20e siècle et son attrait permanent défie le temps.
L'art de Childs est sous-tendu par une histoire de survie — de guerre, de désastre environnemental — exprimée avec un savoir-faire consommé et une recherche et une invention sans cesse renouvelées dans de nombreux médiums. D'anciennes espèces d'insectes sont devenues un symbole favori de survie. Il a dessiné leurs mouvements et leur force de près et les a même envoyés, dans ses peintures des années 1970, explorer l'espace à la recherche d'un nouveau foyer, au cas où la planète Terre n'abriterait plus la vie La survie de la planète et, par-dessus tout, la survie de la vie, quelle que soit la forme qu'elle prend, est une préoccupation majeure. Les mythes de la création, les mythes du monde, certains mythes littéraires lui tenaient à cœur.
Les préoccupations formelles de Childs étaient la ligne et l'espace, la lumière et la couleur, et le dialogue d'éléments contrastés liés dans le temps mais projetant souvent des environnements spatiaux différents. Le portrait et la figuration d'un type ou d'un autre sont toujours présents, ouvertement ou tissés dans des abstractions. Childs a pris un plaisir sensuel à utiliser ses matériaux et a adopté une approche sensuelle et spirituelle pour la plupart des histoires visuelles qu'il a racontées. Ses histoires d'amour érotiques sont tendres et parfois drôles. Le danger se reflète à la fois dans ses souvenirs de guerre et dans ses mises en garde contre des dangers futurs tels que l'holocauste nucléaire.